# Рзаєв Камал
Камал Рзаєв (1932, тепер Узбекистан — 1995, Узбекистан) — радянський каракалпацький діяч, голова Президії Верховної ради Каракалпацької АРСР. Депутат Верховної ради Узбецької РСР. 

## Життєпис
Закінчив Каракалпацький державний педагогічний інститут. Член КПРС.
У 1953—1978 роках — старший викладач, ректор Каракалпацького державного педагогічного інституту; секретар Каракалпацького обласного комітету КП Узбекистану.
У 1978—1985 роках — голова Президії Верховної ради Каракалпацької АРСР і заступник голови Президії Верховної ради Узбецької РСР.
Подальша доля невідома.

## Нагороди
- два ордени Трудового Червоного Прапора (9.09.1971, 27.12.1976)
- орден Дружби народів (1980)
- медалі